# Edwardsia mammillata
Edwardsia mammillata is een zeeanemonensoort uit de familie Edwardsiidae. De anemoon komt uit het geslacht Edwardsia. Edwardsia mammillata werd in 1916 voor het eerst wetenschappelijk beschreven door Bourne. 